# Spirit Untamed
Spirit Untamed (Nederlandse titel: Spirit ongetemd) is een Amerikaanse computeranimatiefilm uit 2021, geregisseerd door Elaine Bogan. De film is geproduceerd door DreamWorks Animation en gedistribueerd door Universal Pictures. Spirit Untamed is de tweede bioscoopfilm release van de Spirit-franchise, de film is een spin-off van de traditioneel geanimeerde film Spirit: Stallion of the Cimarron uit 2002 en gebaseerd op de Netflix geanimeerde spin-off televisieserie Spirit Riding Free, ontwikkeld door schrijfster Aury Wallington.

## Verhaal
In de negentiende eeuw verlaat de jonge Fortuna "Lucky" Prescott haar leven in een grote stad met haar tante Cora voor het kleine stadje Miradero in Texas waar haar vader, James, is gevestigd. Aangekomen in de stad, zal Lucky ontdekken dat zijn moeder, Milagro Navarro, een onverschrokken Mexicaanse Charro was. Net als zij is Lucky niet zo'n fan van regels en beperkingen, ze verveelt zich niet snel in dit rustige stadje waar ze nog steeds onderworpen is aan de strenge regels van haar tante. Dan ontmoet ze een wilde hengst, Spirit, met wie ze haar behoefte aan vrijheid en onafhankelijkheid deelt en een sterke band creëert.
Ze raakt ook bevriend met twee jonge meisjes uit de stad, Appoline Granger en Abigail Stone, die haar zullen vergezellen bij haar ontdekking van paardrijden en haar erfgoed als Mexicaanse ruiter. Maar wanneer een boosaardige man, Hendricks, besluit om Spirit en zijn kudde te vangen om ze te verkopen en hen te veroordelen tot een leven van gevangenschap en werk, besluiten Lucky en haar vrienden op avontuur te gaan om de hengst te helpen zijn vrijheid te behouden.

## Stemverdeling
| Personage                | Engelse stem      | Nederlandse stem      |
| ------------------------ | ----------------- | --------------------- |
| Fortuna "Lucky" Prescott | Isabela Merced    | Vajèn van den Bosch   |
| Prudence "Pru" Granger   | Marsai Martin     | Stephanie van Eer     |
| Abigail Stone            | Mckenna Grace     | Sterre van Woudenberg |
| Hendricks                | Walton Goggins    | Kees Boot             |
| Al Granger               | Andre Braugher    | Murth Mossel          |
| Cora Prescott            | Julianne Moore    | Peggy Vrijens         |
| James "Jim" Prescott     | Jake Gyllenhaal   | Ruben Lürsen          |
| Milagro Navarro Prescott | Eiza González     | Ellen ten Damme       |
| Snips Stone              | Lucian Perez      | Benjamin Daalder      |
| James Prescott Sr.       | Joe Hart          |                       |
| Valentina                | Alejandra Blengio | Nurlaila Karim        |

## Productie
In oktober 2019 onthulde de DreamWorks Animation-studio dat er een bewerking van de geanimeerde televisieserie Spirit: Riding Free in ontwikkeling was, waarbij Elaine Bogan regisseerde en seriemaker Aury Wallington het scenario schreef. De studio zou verantwoordelijk zijn voor de productie van deze bewerking die met een klein budget door een externe studio zal worden geproduceerd, zoals de film Captain Underpants: The First Epic Movie die voor hem lag.

## Release
De film ging in première op 20 mei 2021 in Rusland. Spirit Untamed werd in de Amerikaanse bioscoop uitgebracht op 4 juni 2021 door Universal Pictures. De film was eerder gepland voor 14 mei 2021. De film is op 24 juni 2021 als video on demand uitgebracht op streamingdiensten Apple TV en Prime Video.

## Ontvangst
Op Rotten Tomatoes heeft Spirit Untamed een waarde van 49% en een gemiddelde score van 5,50/10, gebaseerd op 111 recensies. Op Metacritic heeft de film een gemiddelde score van 49/100, gebaseerd op 23 recensies.